# Armand Desmet
Armand Desmet (* 23. Januar 1931 in Waregem; † 17. November 2012 ebenda) war ein belgischer Radrennfahrer.
Armand Desmet war Profi von 1955 bis 1967, in vielen Jahren als Helfer von Rik Van Looy. Im Jahre 1958 gewann er die erste Austragung von E3 Harelbeke, und im Jahr darauf siegte er bei der Belgien-Rundfahrt. 1960 wurde er Zweiter der Vuelta a España und entschied gemeinsam mit Frans De Mulder und Arthur De Cabooter die Mannschaftswertung für sein Team. 1961 gewann er jeweils eine Etappe von Paris–Nizza und eine der Belgien-Rundfahrt, bei der er in der Gesamtwertung den zweiten Platz belegte. 1962 entschied er Rund um den Henninger-Turm für sich, und 1964 gewann er eine Etappe der Vuelta. Bei den UCI-Straßen-Weltmeisterschaften 1963 belegte er den 18. Platz.
Achtmal startete Desmet bei der Tour de France. Fünfmal erreichte er Paris, seine beste Platzierung war der fünfte Platz in der Gesamtwertung im Jahr 1963. 1958 belegte er Platz 33, 1959 Platz 23, 1960 Platz 42, und 1962 wurde er 16. der Gesamtwertung. Zweimal fuhr er den Giro d’Italia und beendete den Giro 1962 als Zehnter der Gesamtwertung.

## Erfolge
1958
- E3 Harelbeke

1959
- Belgien-Rundfahrt

1960
- Mannschaftswertung Vuelta a España

1961
- eine Etappe Paris–Nizza
- eine Etappe Belgien-Rundfahrt

1962
- Rund um den Henninger-Turm

1964
- eine Etappe Vuelta a España